# Тодор Басмаджиев
Тодор Басмаджиев е български индустриалец.

## Биография
Роден е около 1800 г. в Търново. През 1850-те години създава работилница с 50 – 80 работници за памучен текстил в родния си град. Произвежда главно басмени забрадки. В 1862 години преустановява производството, защото се засилва вноса по българските земи на памучен текстил. Умира около 1865 г.
През 1893 г., с част от капитала, синът му Продромос Басмаджиев участва като акционер в първата българска стъкларска фабрика в Гебедже.